# إنليل باني
إنليل باني هو عاشر ملك لسلالة إيسن في العراق وهو من الأموريين ألذين سكنوا في جنوب العراق، بدأ حكمه في سنة 1798 ق م. حسب قائمة ملوك سومر حكم لمدة 23 سنوات وإنتهى حكمه في سنة 1775 ق م. وقد خلف الحكم من إيرا إيميطي وخلفه زامبيا.